# Harlapur, Gadag
Harlapur là một làng thuộc tehsil Gadag, huyện Gadag, bang Karnataka, Ấn Độ.